# Переволоцькі травертинові скелі
Переволо́цькі траверти́нові ске́лі — відслонення, геологічна пам'ятка природи місцевого значення в Україні. Розташовані на південно-східній околиці села Переволоки Чортківського району Тернопільської області, в межах схилу долини річки Стрипи. 
Площа — 0,5 га. Оголошені об'єктом природно-заповідного фонду рішенням виконкому Тернопільської обласної ради № 554 від 21 грудня 1974. Перебувають у віданні Бучацької міської громади. 
Під охороною — скелі із сірувато-жовтого травертину (вапнякового туфу) з натічними формами кальциту на поверхні. У нішах скель і конусах виносу знайдено кості десятків видів тварин голоценового віку (дрібних ссавців, птахів, земноводних, плазунів), що мають велику наукову цінність, зокрема для палеонтологічних досліджень.
У 1960-х роках тут проводилися республіканські змагання зі скелелазіння.